# Juraj Švec
Juraj Švec (16. ledna 1938 Bratislava – 17. února 2017) byl slovenský internista, onkolog a vysokoškolský učitel, v letech 1991 až 1997 rektor Univerzity Komenského v Bratislavě, v letech 1994 až 2002 poslanec NR SR.    

## Život
V roce 1955 složil maturitní zkoušku na gymnáziu v rodné Bratislavě. V červnu 1961 úspěšně zakončil studium medicíny na Lékařské fakulty Univerzity Komenského v Bratislavě. Po studiu pracoval v letech 1961 až 1962 jako sekundární lékař v léčebně tuberkulózy ve Vyšných Hágoch. V letech 1963 až 1970 byl asistentem (a posléze odborným asistentem) Katedry onkologie Inštitútu pre ďalšie vzdelávanie lekárov a farmaceutov v Bratislave a v letech 1970 až 1980 byl asistentem na Katedre onkológie, rádiológie a nukleárnej medicíny Lékařské fakulty Univerzity Komenského, přičemž v letech 1986 až 1990 katedru vedl. V roce 1980 se habilitoval pro obor onkologie a v roce 1983 se stal doktorem lékařských věd. V dubnu 1987 byl pak jmenován profesorem pro obor onkologie. V roce 1990 začal působit jako přednosta Onkologického ústavu Slovenské akademie věd.
V letech 1992 až 1996 byl ředitel a externí vedoucí laboratoře molekulární biologie nádorů Ústavu experimentální onkologie Slovenské akademie věd. V roce 1998 začal působit jako přednosta Onkologické kliniky Lékařské fakulty Univerzity Komenského, přičemž ve funkci setrval do roku 2004. V roce 1991 se stal rektorem Univerzity Komenského, když ve funkci vystřídal Miroslava Kusého. Ve funkci setrval po dvě funkční období do roku 1997, kdy jej nahradil Ferdinand Devínsky. Švec se během svého působení ve funkci rektora podílel na založení Slovenské rektorské konference, jíž se poté stal prvním prezidentem. Za svou kariéru získal několik ocenění, například Zlatou medaili papeže Jana Pavla II. nebo Zlatou medaili Rady Evropy.
Zemřel v únoru 2017 ve věku 79 let.

### Politické působení
V parlamentních volbách v roce 1994 byl zvolen poslancem NR SR na kandidátní listině strany DEÚS. V březnu 1995 se podílel na založení Demokratické únie. Následně kandidoval v parlamentních volbách v roce 1998 jako člen Slovenská demokratické koalície a mandát poslance Národní rady obhájil. V prezidentských volbách v roce 1999 kandidoval na funkci prezidenta země. Získal 0,82 % hlasů a prezidentem tak zvolen nebyl. V září 2000 poté společně s Jánem Budajem založil Liberálnědemokratickou unii. Poslancem pak setrval do parlamentních voleb v roce 2002.